# رذيلة طوكيو
رذيلة طوكيو: مراسل أمريكي عن ضربات الشرطة في اليابان (بالإنجليزية: Tokyo Vice: An American Reporter on the Police Beat in Japan)‏ هي مذكرات كتبها جيك أدلستين عن السنوات التي قضاها في طوكيو كأول مراسل غير ياباني يعمل في إحدى أكبر الصحف اليابانية، جريدة يوميوري.